# Homeostaza
Homeostaza ohranja umirjeno stanje telesa. Več sistemov sodeluje pri uravnavi temperature, tlaka in celo ravni natrija. Ti sistemi se upirajo vsemu, kar skuša napasti naša telesa. Nenehno preverjajo in ustvarjajo ravnovesje.
Homeostaza (homoios - gr. podoben) je fiziološki proces, ki omogoča, da se fiziološki procesi in telesna zgradba organizma kljub večjim spremembam v okolici bistveno ne spreminjajo. 
Dejavniki zunanjega okolja neprestano vplivajo na organizem, ta pa reagira nanje kot sistem. Notranje okolje mora obdržati svojo stalnost.
Pri homeostazi sodelujejo vsa tkiva in vse celice, stalnost notranjega okolja pa jim povratno omogoča normalno delovanje. Homeostaza omogoča prilagoditev stanja v telesu na drugačnem, običajno višjem energetskem nivoju (npr. nastanek in izločanje ogljikovega dioksida) Lastnost homeostaze je, da ureja svoje notranje okolje in skuša ohraniti stabilno, konstantno stanje. Homeostaza organizma je pogoj za ohranitev njegovega življenja.
Homeostazo nadzirajo kontrolni sistemi:
1. mehanizem negativne povratne zveze: deluje zaviralno na tiste procese, ki v organizmu sprožijo njegov nastanek (npr. vpliv temperature okolice na telesno temperaturo)
2. mehanizem pozitivne povratne zveze: pospešuje tiste procese v organizmu, ki so sprožili nastanek

- proces teče vedno bolj intenzivno (namen pospešiti fiziološke procese)
- pozitivna povratna zveza v organizmu je lahko le kratkotrajna
- če se pozitivna povratna zveza ne ustavi pravočasno, nastane začaran krog (lat. circulus vitiosus), ki privede do nestabilnosti in s tem do propada celotnega organizma